# Джеймс Мерил
Джеймс Мерил (на английски: James Merrill) е американски поет и драматург. Носител на наградата „Пулицър“ за 1977 г.

## Биография
Джеймс Инграм Мерил е роден в Ню Йорк, в семейството на Чарлз Е. Мерил (1885–1956), партньор-основател на инвестиционната фирма „Мерил Линч“, и Хелън Инграм Мерил (1898–2000), обществен репортер и издател от Джаксънвил, Флорида.
През 1944 г. е призован в армията на САЩ и служи в продължение на осем месеца. Завръща се в колежа Амхърст през 1945 г. и завършва със summa cum laude и Phi Beta Kappa през 1947 г. Дипломната му работа върху творчеството на френския романист Марсел Пруст е първият знак за неговия литературен талант, а професорът му по английска литература, след като я прочита, заявява на всеослушание пред завършващия поток студенти в Амхърст, че Джим (както е бил известен там) е „предопределен за величие“.
Партньор на Мерил в течение на три десетилетия е Дейвид Джаксън, писател и художник. Мерил и Джаксън се запознават в Ню Йорк след постановка на пиесата на Мерил „Стръвта“ в Comedy Club през 1953 г. Заедно Джаксън и Мерил се преместват да живеят в Стонингтън, Кънектикът през 1955 г. В течение на почти пълни две десетилетия двойката прекарва зимите в Атина. Гръцките теми, локали и човешки типове заемат видно място в творчеството на Мерил. През 1979 г. Мерил и Джаксън практически изоставят Гърция и започват да прекарват част от всяка година в дома на Джаксън в Кий Уест, Флорида.
Мерил си прави откровен автопортрет в мемоарите си за живота на гей общностите в началото на 50-те години, описвайки приятелства и връзки с няколко мъже, включително с холандския поет Ханс Лодейзен, италианския журналист Умберто Мора, американския писател Клод Фредерикс, дилъра на изкуство Робърт Исаксон, Дейвид Джаксън и партньора му от 1983 г. нататък, актьора Питър Хутън.

## Награди и признание
Започвайки с престижната награда „Гласкок“, присъдена за стихосбирката му „Черният лебед“, когато е още студент, Мерил ще получи всяка голяма награда за поезия в САЩ, включително наградата „Пулицър“ за поезия за „Божествени комедии“ през 1977 г. Мерил е отличен в средата на кариерата си с наградата „Болинген“ през 1973 г. Получава Националната награда на литературните критици през 1983 г. за епичната си поема „The Changing Light at Sandover“ (съставена отчасти от предполагаемо свръхестествени послания, получени чрез използването на дъска уиджа). През 1990 г. той получава първата Национална награда за поезия „Бобит“, присъдена от Конгресната библиотека за „Задната стая“. Два пъти печели Националната награда за книга в раздел Поезия, през 1967 г. за „Нощи и дни“ и през 1979 г. за „Мирабел: Часослов“. Избран е за член на Американската академия на изкуствата и науките през 1978 г. През 1991 г. получава наградата Златна плоча на Американската академия за постижения.

### Стихосбирки
- The Black Swan (1946)
- First Poems (1951)
- The Country of a Thousand Years of Peace (1959)
- Water Street (1962)
- Nights and Days (1966)
- The Fire Screen (1969)
- Braving the Elements (1972)
- The Yellow Pages (1974)
- Divine Comedies (1976), включва „Lost in Translation“ и „The Book of Ephraim“
- Mirabell: Books of Number (1978)
- Scripts for the Pageant (1980)
- The Changing Light at Sandover (1982)

обединява The Book of Ephraim (1976), Mirabell: Books of Number (1978) и Scripts for the Pageant (1980), с добавена кода, „The Higher Keys“
- Late Settings (1985)
- The Inner Room (1988)
- A Scattering of Salts (1995)

Избрано
- Selected Poems (London: Chatto & Windus, 1961)
- Two Poems: „From the Cupola“ and „The Summer People“ (London: Chatto & Windus, 1972)
- From the First Nine: Poems 1946–1976 (1982)
- Selected Poems 1946–1985 (1992)

### Есеистика
- Notes on Corot (1960) – есе в каталог от изложба в Art Institute of Chicago: COROT 1796-1875, An Exhibition of His Paintings and Graphic Works, October 6 through November 13, 1960
- Recitative (1986) – есета
- A Different Person (1993) – мемоари

### Романи
- The Seraglio (1957)
- The (Diblos) Notebook (1965)
- Samos (1980)

### Драматургия
- The Birthday (1947)
- The Bait (1953; преработено изд. 1988)
- The Immortal Husband (1955)
- The Image Maker (1988)
- Voices from Sandover (1989)

## За него
- Mark Bauer, The Composite Voice: The Role of W. B. Yeats in James Merrill's Poetry (2003)
- Harold Bloom, ed. James Merrill (1985)
- Piotr Gwiazda, James Merrill and W.H. Auden: Homosexuality and Poetic Influence (2007)
- Nick Halpern, Everyday and Prophetic: The Poetry of Lowell, Ammons, Merrill and Rich (2003)
- Langdon Hammer, James Merrill: Life and Art (2015)
- David Kalstone, Five Temperaments (1977)
- Ross Labrie, James Merrill (1982)
- David Lehman and Charles Berger, James Merrill: Essays in Criticism (1983)
- Christopher Lu, Nothing to Admire: The Politics of Poetic Satire from Dryden to Merrill (2003)
- Alison Lurie, Familiar Spirits: A Memoir of James Merrill and David Jackson (2000)
- Tim Materer, James Merrill's Apocalypse (2000)
- Brian McHale, The Obligation Toward the Difficult Whole: Postmodern Long Poems (2004)
- Judith Moffett, James Merrill: An Introduction to the Poetry (1984)
- Judith Moffett, Unlikely Friends - James Merrill and Judith Moffett: A Memoir (2019)
- Peter Nickowitz, Rhetoric and Sexuality: The Poetry of Hart Crane, Elizabeth Bishop, and James Merrill (2006)
- Robert Polito, A Reader's Guide to James Merrill's "The Changing Light at Sandover" (1984)
- Guy Rotella, ed. Critical Essays on James Merrill (1996)
- Reena Sastri, James Merrill: Knowing Innocence (2007)
- Helen Vendler, Last Looks, Last Books: Stevens, Plath, Lowell, Bishop, Merrill (2010)
- Helen Vendler, The Music of What Happens: Poems, Critics, Writers (1988)
- Helen Vendler, Part of Nature, Part of Us: Modern American Poets (1980)
- Helen Vendler, Soul Says: Recent Poetry (1995)
- Stephen Yenser, The Consuming Myth: The Work of James Merrill (1987)

## Галерия
- Домът на Джеймс Мерил в Ню Йорк
- Къщата на Джеймс Мерил, Стонингтън, Кънектикът
- Салон в къщата на Джеймс Мерил, Стонингтън, Кънектикът
- Стая в къщата на Джеймс Мерил, Стонингтън, Кънектикът
- Къщата на Джеймс Мерил и Дейвид Джаксън, Кий Уест, Флорида
- Гробовете на Джеймс Мерил и Дейвид Джаксън, Гробище Евъргрийн, Стонингтън, Кънектикът